# Raja Club Athletic (sports subaquatiques)
Pour le club omnisports, voir Raja Club Athletic (omnisports).
Pour les articles homonymes, voir RCA.
Le Raja Club Athletic Sports Subaquatiques abrégé en RCA SS ou RSS (en arabe: نادي الرجاء الرياضي), est un club marocain de sports subaquatiques fondé en 2015 et affilié à la Fédération royale marocaine de plongée et d'activités subaquatiques (FRMPAS).
Basée à Casablanca, la section est l'une des nombreuses sections du Raja Club Athletic, club omnisports fondé le 20 mars 1949.
La section subaquatique du Raja CA est fondée en 2015 par Abid Iraqi. Elle fait partie des sections les plus titrés du club durant les années 2010,.
Le club a formé plusieurs champions qui ont rejoint l'équipe nationale et défendu le drapeau marocain dans les compétitions internationales.
La section des Sports Subaquatiques est indépendante administrativement de celle de la natation. Les activités du club sont la nage avec palmes en piscine, la nage avec palmes en eau libre et la plongée.

## Histoire
La section Raja Club Athletic Sports Subaquatiques a été fondée en 2015 par des personnalités appartenant à la section natation de club, notamment le président de la section Abid Housseini Iraqi, qui est également un des membres fondateurs de la Fédération royale marocaine de plongée et d'activités subaquatiques (FRMPAS).
En 2016, la FRMPAS organisa le Championnat cu Maroc qui s'est déroulé dans le bassin du Complexe Mohammed-V. Toutes les compétitions ont été dominées par les Rajaouis dans les différentes catégories. Ils remporteront leur deuxième championnat de nage avec palmes au eau libre à Casablanca à la suite du championnat en piscine remporté à Agadir. Les Verts remporteront également la Coupe du Trône cette même année.
Le Raja CA Sports Subaquatiques a constitué la majeure partie de la première équipe nationale qui a participé aux Jeux méditerranéens de plage de Pescara 2015 et au championnat du monde juniors en France, le championnat du monde open en Russie et en Grèce, puis au Championnat Arabe d'Alexandrie en se classant devant l'Egypte, l'Algérie, la Tunisie et la Libye tout en battant le record arabe du 4x50m.

## Palmarès
| Compétitions nationales |
| --- |
| - Championnat du Maroc NAP en piscine (4) - Champion en 2015, 2016, 2017 et 2018 - Championnat du Maroc NAP en eau libre (3) - Champion en 2016, 2017 et 2020 - Coupe du Trône (3) - Champion en 2016, 2017 et 2020 - Championnat du Maroc NAP en piscine (féminin) (2) - Champion en 2016 et 2019 - Championnat du Maroc NAP en eau libre (féminin) (1) - Champion en 2016 |

## Personnalités

### Présidents
- Abid Iraqi (président fondateur)
- Mohamed Amal Benzakour
- Mohamed Ali Gharbal
- Driss Bernoussi[7]